# تيم فلتن
تيم فلتن (بالإنجليزية: Tim Velten)‏ هو لاعب كرة قدم أمريكي في مركز الدفاع، ولد في 1 سبتمبر 1983 في سانت لويس في الولايات المتحدة. لعب مع تشارلستون بيتري ونادي بان.